# Фененко Вадим Михайлович
Вадим Михайлович Фененко (1 серпня 1893 — січень 1942) — штабскапітан Російської імператорської армії, Георгіївський кавалер.
Герой Першої світової війни.

## Біографія
Вадим Михайлович Фененко народився 1 серпня 1893 року у православній родині  спадкових дворян Чернігівської губернії. Молодший син генерал-майора Фененка Михайла Яковича - командира Єлисаветпольського 156-го піхотного полку, та Крижановської Софії Єлисеївни.
Випускник Тифліського військового училища по 1-му розряду. Нижній чин з 02.09.1813 р. Підпоручик з 01.10.1914 р. із зарахуванням до 4-го Фінляндського стрілецького полку.
З перших днів світової війни у діючій армії. На 1914 рік - підпоручик 4-го Фінляндського стрілецького полку. З 1915 року - поручик 4-го Фінляндського стрілецького полку. З 1.02.1916 р. - штабскапітан 4-го Фінляндського стрілецького полку.
Бойові поранення: 12.04.1915 (у с.  Козювки), 18.05.1915 (у с. Бригідау), 18.10.1915 (у с.Семиківці), 28.07.1916 (у с. Прохідці). Контузія: 29.11.1915 (залишився у строю).
У Добровольчій армії та Збройних силах півдня Росії: з вересня 1918 року до липня 1919 року у складі знаменитої 9-ої роти 1-го офіцерського генерала Маркова полку. Учасник першого Кубанського походу ("Крижаний" похід) Добровольчої армії на Кубань. 2 жовтня 1918 року  під час жорстоких боїв був поранений під Армавіром. У липні 1919 року потрапив у полон.  Був ув'язнений у Єкатеринбурзький концтабір для військовополонених. На 1 лютого 1922 року після масової амністії білих офіцерів перебував на особливому обліку в Єкатеринбурзькому МВК.
Помер (загинув) у блокадному Ленінграді у січні 1942 року. Місце поховання невідоме.

## Нагороди
- Орден Святого Георгія IV-го ступеня, ВП от 01.09.1915 р., підпоручик, 4-й Фінляндський стрілецький полк, 15.05.1915.

- — В 4-мъ Финляндскомъ стрѣлковомъ полку, Вадиму Фененко за то, что 15 Мая 1915 года у д.Бригидау подъ огнемъ противника съ небольшой партіей развѣдчиковъ бросился въ атаку на укрѣпленную позицію, захватилъ 3 дѣйствующихъ германскихъ пулемета, 10 офицеровъ и 198 нижнихъ чиновъ.

- Орден Святої Анни IV-го ступеня з надписом "За хоробрість", 22.05.1916.
- Орден Святого Рівноапостольного Князя Володимира IV-го ступеня з мечами та бантом. 04.01.1917.